# Porter Goss
Porter J. Goss, Porter Johnston Goss, född 26 november 1938 i Waterbury, Connecticut, är en amerikansk republikansk politiker och ämbetsman. Han var CIA-chef från september 2004 till maj 2006.
Goss arbetade operativt för CIA i bl.a. Latinamerika under kalla kriget. Efter att han lämnat CIA, blev han politiker och var republikansk ledamot för Florida i representanthuset mellan 1989 och 2004.